# Пастухово (Калининградская область)
Пастухово (до 1946 — Вальдхаузен (нем. Waldhausen)) — посёлок в Черняховском районе Калининградской области. Входил в состав Свободненского сельского поселения.
На территории находиться памятный камень Эрнсту Брандесу, с надписями на немецком языке.

## История
Поселок назывался Вальдхаузен до 1946 года

## Население
| 1910 | 2002 | 2010 |
| ---- | ---- | ---- |
| 151  | ↘23  | ↘20  |